# Tibor Déry

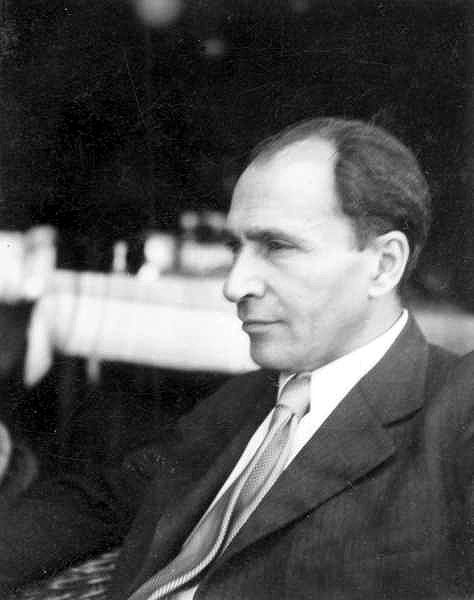
Tibor Déry

Tibor Déry (Boedapest, 18 oktober 1894 – Boedapest, 18 augustus 1977) was een vooraanstaand Hongaars schrijver en dichter.

## Leven
Déry was afkomstig uit een geslacht van vermogende joodse zakenlieden en intellectuelen en werd al vroeg een geruchtmakende figuur. Na publicatie van zijn eerste roman Lia in 1917 werd hij veroordeeld wegens schending van de eerbaarheid en in 1918 werd hij door zijn oom ontslagen omdat hij in diens fabriek een staking had georganiseerd. 
Twee factoren hebben Déry's leven bepaald: literatuur en communisme. Beide brachten hem regelmatig in moeilijkheden: zijn literaire werk is nu eenmaal van de soort die het establishment van welke kleur ook altijd tegen de haren zal in strijken, en ook over het communisme had hij zeer eigenzinnige ideeën. In 1956 werd hij, vóór de opstand, uit de communistische partij gestoten en in 1957 veroordeelde men hem tot negen jaar gevangenisstraf. 
Tibor Déry was een man die zich moeilijk kon aanpassen aan algemeen geaccepteerde regels. Dit blijkt ook uit zijn autobiografie Geen oordeel (1969, in Nederland verschenen binnen de Privé-domein-reeks), die eigenlijk geen autobiografie is, maar, zoals zijn vertaler het noemt, een ego-roman. Déry kopieert de werkelijkheid niet, maar verdicht haar en vult haar aan met zijn eigen verbeelding en zijn voltairiaanse spotlust die geen enkel heilig huisje, en het minst van al zijn eigen persoon, ontziet.
Sinds 1984 wordt in Hongarije de naar hem genoemde literaire Tibor-Déry-Prijs uitgereikt.

## Bron
- A. Bachrach e.a.: Encyclopedie van de wereldliteratuur, 1980, Bussum
- A. Sivirsky: nawoord bij “Geen oordeel”, 1989, Amsterdam

- Bibsys: 90176717
- Biblioteca Nacional de España: XX904798
- Bibliothèque nationale de France: cb11899724n (data)
- Catàleg d'autoritats de noms i títols de Catalunya: 981058518874706706
- CiNii: DA00993997
- Digitale Bibliotheek voor de Nederlandse Letteren: dery001
- Gemeinsame Normdatei: 118524828
- International Standard Name Identifier: 0000 0000 8339 4172
- Library of Congress Control Number: n50001744
- Bibliotheek van het Japanse parlement: 00437726
- Nationale Bibliotheek van Tsjechië: jn20010602259
- Nationale bibliotheek van Australië: 35035038
- Nationale Bibliotheek van Israël: 987007463388905171
- Nationale Bibliotheek van Polen: a0000002870005
- Nationale en Universitaire bibliotheek Zagreb: 000169613
- Nederlandse Thesaurus van Auteursnamen: 070438285
- Réseau des bibliothèques de Suisse occidentale: 02-A003203791
- Istituto Centrale per il Catalogo Unico: RAVV029489
- LIBRIS: 309292
- Système universitaire de documentation: 026825961
- Trove: 807456
- Virtual International Authority File: 14768732
- WorldCat: E39PBJvRVbd8WVvjqTxhkfYByd